# Lützelbach (Modautal)
Lützelbach ist ein Ortsteil der Gemeinde Modautal im südhessischen Landkreis Darmstadt-Dieburg.

## Geographie
Lützelbach liegt im vorderen Odenwald, ca. 15 km südöstlich von Darmstadt. Der Ortsteil Lützelbach besteht aus der Gemarkung Lützelbach. Durch den Ort verläuft die Landesstraße 3102.

## Geschichte

### Ortsgeschichte
Das Dorf wurde, soweit bekannt, im Jahre 1318 als Lucelenbach erstmals urkundlich genannt. Weitere Erwähnungen erfolgten unter den Ortsnamen (in Klammern das Jahr der Erwähnung): Lutzelnbach (1346), Luczelnbach und Luczilnbach (um 1400), Lutzelnbach (1433), Loczelnbach (1455) und Lützelbach (1653).
Im Jahr 1346 verkauft Heinrich von Rodenstein alles, was er zu Lützelbach und Brandau hat wiederkäuflich dem Grafen Wilhelm von Katzenelnbogen.
1433 verkaufen auch die Brüder Hermann und Konrad von Rodenstein ihren Teil an Lützelbach dem Grafen Philipp von Katzenelnbogen.
Im 16. Jahrhundert steht das Dorf den Junkern von Rodenstein zu, der Landgraf von Hessen hat die Cent- und Hohe Obrigkeit mit Gebot und Verbot. Im Jahr 1630 bildet Lützelbach mit Brandau eine Gemeinde
Lützelbach lag im Gerichtsbezirk der Zent Oberramstadt. Die Zent war in sogenannte „Reiswagen“ eingeteilt, denen jeweils ein Oberschultheiß vorstand, die dem Zentgrafen unterstellt waren. Dieser Bezirk hatte einen Frachtwagen (Reiswagen) einschließlich Zugtieren und Fuhrknechten für Feldzüge bereitzustellen. Lützelbach gehörte zum „Brandauer Reiswagen“, dem auch noch die Orte Brandau Neunkirchen, Allertshofen, Hoxhohl, Herchenrod, Ernsthofen, Neutsch, Klein-Bieberau  und Webern angehörten. Die gesamte Zent Oberramstadt war dem Amt Lichtenberg zugeteilt. Diese Einteilung bestand noch bis zum Beginn des 19. Jahrhunderts.
Die Statistisch-topographisch-historische Beschreibung des Großherzogthums Hessen berichtet 1829 über Lützelbach:
Hessische Gebietsreform (1970–1977)
Im Zuge der Gebietsreform in Hessen wurde am 31. Dezember 1971 die bis dahin selbstständige Gemeinde Lützelbach auf freiwilliger Basis nach Brandau eingemeindet. Brandau kam zum 1. Januar 1977 kraft Landesgesetz durch den Zusammenschluss mit mehreren anderen Gemeinden zur Gemeinde Modautal. Dadurch wurde Lützelbach ein Ortsteil von Modautal für den ein Ortsbezirk gebildet wurde.

### Verwaltungsgeschichte im Überblick
Die folgende Liste zeigt die Staaten und Verwaltungseinheiten, denen Lützelbach angehört(e):
- vor 1479: Heiliges Römisches Reich, Grafschaft Katzenelnbogen, Obergrafschaft Katzenelnbogen
- ab 1479: Heiliges Römisches Reich, Landgrafschaft Hessen (durch Erbfall), Obergrafschaft Katzenelnbogen
- ab 1567: Heiliges Römisches Reich, Landgrafschaft Hessen-Darmstadt, Obergrafschaft Katzenelnbogen, (1783: Amt Lichtenberg, Zent Oberramstadt, Brandauer Reiswagen)
- ab 1803: Heiliges Römisches Reich, Landgrafschaft Hessen-Darmstadt, Fürstentum Starkenburg, Amt Lichtenberg
- ab 1806: Großherzogtum Hessen,[Anm. 2] Fürstentum Starkenburg, Amt Lichtenberg[12]
- ab 1815: Großherzogtum Hessen[Anm. 3], Provinz Starkenburg, Amt Lichtenberg
- ab 1821: Großherzogtum Hessen, Provinz Starkenburg, Landratsbezirk Reinheim[Anm. 4]
- ab 1832: Großherzogtum Hessen, Provinz Starkenburg, Kreis Dieburg
- ab 1848: Großherzogtum Hessen, Regierungsbezirk Dieburg
- ab 1852: Großherzogtum Hessen, Provinz Starkenburg, Kreis Dieburg
- ab 1871: Deutsches Reich, Großherzogtum Hessen, Provinz Starkenburg, Kreis Dieburg
- ab 1918: Deutsches Reich (Weimarer Republik), Volksstaat Hessen, Provinz Starkenburg, Kreis Dieburg
- ab 1938: Deutsches Reich, Volksstaat Hessen, Landkreis Darmstadt[13][Anm. 5]
- ab 1945: Deutsches Reich, Amerikanische Besatzungszone,[Anm. 6] Groß-Hessen, Regierungsbezirk Darmstadt, Landkreis Darmstadt
- ab 1946: Deutsches Reich, Amerikanische Besatzungszone, Land Hessen, Regierungsbezirk Darmstadt, Landkreis Darmstadt
- ab 1949: Bundesrepublik Deutschland, Land Hessen, Regierungsbezirk Darmstadt, Landkreis Darmstadt
- an 1972: Bundesrepublik Deutschland, Land Hessen, Regierungsbezirk Darmstadt, Landkreis Darmstadt, Gemeinde Brandau[Anm. 7]
- ab 1977: Bundesrepublik Deutschland, Land Hessen, Regierungsbezirk Darmstadt, Landkreis Darmstadt-Dieburg, Gemeinde Modautal[Anm. 8]

### Gerichte
Lützelbach  gehörte zum Zentgericht Oberramstadt. In der Landgrafschaft Hessen-Darmstadt wurde mit Ausführungsverordnung vom 9. Dezember 1803 das Gerichtswesen neu organisiert. Für das Fürstentum Starkenburg wurde das „Hofgericht Darmstadt“ als Gericht der zweiten Instanz eingerichtet. Die Rechtsprechung der ersten Instanz wurde durch die Ämter bzw. Standesherren vorgenommen.
Damit war für Lützelbach das Amt Lichtenberg zuständig. Das Hofgericht war für normale bürgerliche Streitsachen Gericht der zweiten Instanz, für standesherrliche Familienrechtssachen und Kriminalfälle die erste Instanz. Übergeordnet war das Oberappellationsgericht Darmstadt. Die Zentgerichte hatten damit ihre Funktion verloren.
Mit Bildung der Landgerichte im Großherzogtum Hessen war ab 1821 das Landgericht Lichtenberg das Gericht erster Instanz, zweite Instanz war das Hofgericht Darmstadt. Es folgten:
- ab 1848: Landgericht Reinheim (Verlegung von Lichtenberg nach Reinheim), zweite Instanz: Hofgericht Darmstadt
- ab 1879: Amtsgericht Reinheim, zweite Instanz: Landgericht Darmstadt
- ab 1968: Amtsgericht Darmstadt mit der Auflösung des Amtsgerichts Reinheim, zweite Instanz: Landgericht Darmstadt

## Bevölkerung

### Einwohnerstruktur 2011
Nach den Erhebungen des Zensus 2011 lebten am Stichtag, dem 9. Mai 2011 in Lützelbach 432 Einwohner. Darunter waren 21 (4,9 %) Ausländer. Nach dem Lebensalter waren 61 Einwohner unter 18 Jahren, 168 zwischen 18 und 49, 111 zwischen 50 und 64 und 105 Einwohner waren älter. Die Einwohner lebten in 177 Haushalten. Davon waren 51 Singlehaushalte, 57 Paare ohne Kinder und 54 Paare mit Kindern, sowie 12 Alleinerziehende und 3 Wohngemeinschaften. In 48 Haushalten lebten ausschließlich Senioren und in 105 Haushaltungen lebten keine Senioren.

### Einwohnerentwicklung
| • 1806: | 137 Einwohner, 19 Häuser |
| • 1829: | 170 Einwohner, 22 Häuser |
| • 1867: | 189 Einwohner, 29 Häuser |

| Lützelbach: Einwohnerzahlen von 1791 bis 2020 | Lützelbach: Einwohnerzahlen von 1791 bis 2020 | Lützelbach: Einwohnerzahlen von 1791 bis 2020 | Lützelbach: Einwohnerzahlen von 1791 bis 2020 | Lützelbach: Einwohnerzahlen von 1791 bis 2020 |
| --- | --------------------------------------------- | --------------------------------------------- | --------------------------------------------- | --------------------------------------------- |
| Jahr |                                               |                                               |                                               | Einwohner                                     |
| 1791 | 1791                                          |                                               | 119                                           | 119                                           |
| 1806 | 1806                                          |                                               | 137                                           | 137                                           |
| 1829 | 1829                                          |                                               | 170                                           | 170                                           |
| 1834 | 1834                                          |                                               | 180                                           | 180                                           |
| 1840 | 1840                                          |                                               | 176                                           | 176                                           |
| 1846 | 1846                                          |                                               | 206                                           | 206                                           |
| 1852 | 1852                                          |                                               | 209                                           | 209                                           |
| 1858 | 1858                                          |                                               | 181                                           | 181                                           |
| 1864 | 1864                                          |                                               | 189                                           | 189                                           |
| 1871 | 1871                                          |                                               | 193                                           | 193                                           |
| 1875 | 1875                                          |                                               | 209                                           | 209                                           |
| 1885 | 1885                                          |                                               | 240                                           | 240                                           |
| 1895 | 1895                                          |                                               | 222                                           | 222                                           |
| 1905 | 1905                                          |                                               | 211                                           | 211                                           |
| 1910 | 1910                                          |                                               | 221                                           | 221                                           |
| 1925 | 1925                                          |                                               | 215                                           | 215                                           |
| 1939 | 1939                                          |                                               | 225                                           | 225                                           |
| 1946 | 1946                                          |                                               | 422                                           | 422                                           |
| 1950 | 1950                                          |                                               | 359                                           | 359                                           |
| 1956 | 1956                                          |                                               | 306                                           | 306                                           |
| 1961 | 1961                                          |                                               | 314                                           | 314                                           |
| 1967 | 1967                                          |                                               | 318                                           | 318                                           |
| 1970 | 1970                                          |                                               | 303                                           | 303                                           |
| 1980 | 1980                                          |                                               | ?                                             | ?                                             |
| 1990 | 1990                                          |                                               | ?                                             | ?                                             |
| 2000 | 2000                                          |                                               | ?                                             | ?                                             |
| 2007 | 2007                                          |                                               | 437                                           | 437                                           |
| 2010 | 2010                                          |                                               | 432                                           | 432                                           |
| 2011 | 2011                                          |                                               | 432                                           | 432                                           |
| 2015 | 2015                                          |                                               | 408                                           | 408                                           |
| 2020 | 2020                                          |                                               | 405                                           | 405                                           |
| Datenquelle: Historisches Gemeindeverzeichnis für Hessen: Die Bevölkerung der Gemeinden 1834 bis 1967. Wiesbaden: Hessisches Statistisches Landesamt, 1968. Weitere Quellen: LAGIS; 1791; Gemeinde Modautal; Zensus 2011 |                                               |                                               |                                               |                                               |

### Historische Religionszugehörigkeit
| • 1829: | 169 lutheranische (= 99,41 %) und ein katholischer (= 0,59 %) Einwohner |
| • 1961: | 277 evangelische (= 88,22 %), 29 katholische (= 9,24 %) Einwohner       |

## Politik
Für Lützelbach besteht ein Ortsbezirk (Gebiete der ehemaligen Gemeinde Lützelbach) mit Ortsbeirat und Ortsvorsteher nach der Hessischen Gemeindeordnung.
Der Ortsbeirat besteht aus fünf Mitgliedern. Bei den Kommunalwahlen in Hessen 2021 betrug die Wahlbeteiligung zum Ortsbeirat Lützelbach 73,79 %. Alle Kandidaten gehörten der Bürgerliste Neunkirchen an. Der Ortsbeirat wählte Peter Roßmann zum Ortsvorsteher.